# Свети Георги (Рамна)
Вижте пояснителната страница за други значения на Свети Георги.
„Свети Георги“ (на македонска литературна норма: „Свети Ѓорги“) е възрожденска църква в битолското село Рамна, Република Македония, част от Преспанско-Пелагонийската епархия на Македонската православна църква – Охридска архиепископия.
Църквата е разположена в малката Горна махала на селото. В архитектурно отношение е трикорабна. Изписана е в 1861 година.